# Chuyer
Chuyer est une commune française située dans le département de la Loire, en région Auvergne-Rhône-Alpes.

## Géographie

### Situation
La commune se situe à une quinzaine de kilomètres à l'est de Saint-Chamond.

## Toponymie
Le nom de Chuyer serait dérivé du mot chirat, désignant un tas de pierre. Chuyer est mentionné en 1405 comme faisant partie du territoire de Châteauneuf, sous le nom de « Chuyes ». La graphie « Chüyes » est utilisée par la carte de Cassini au XVIIIe siècle.
Les habitants de la commune se nomment les Chuyards.

## Histoire
Sous l'Ancien Régime, la paroisse fait partie de la province du Lyonnais ; sur le plan religieux, elle dépend du diocèse de Vienne et de l'archiprêtré de Condrieu. Un affrontement des guerres de religion, connu sous le nom de bataille de Vire-Culs, oppose en 1587 une petite armée protestante, commandée par François de Châtillon, aux troupes catholiques de François de Mandelot à proximité de la commune. En 1697, dans sa réponse au questionnaire d'Henri-François Lambert d'Herbigny, intendant de Lyon, le curé de Chuyer dresse un bilan de la situation de la commune : « aucun négoce, la terre assez revenable que les habitants cultivent pour vivre assez pauvrement ».
Sous la Révolution française, le village sert de refuge à un certain nombre de prêtres considérés comme réfractaires à la Constitution civile du clergé. L'« arbre de la liberté » est d'ailleurs coupé en 1795 par des inconnus, ce qui pousse les autorités révolutionnaires à demander aux habitants de redoubler de vigilance. À l'époque contemporaine, Chuyer, comme de nombreuses autres communes voisines, entretient des châtaigneraies et produit également des vins réputés. Un auteur note à ce sujet que « le raisin blanc de La Chapelle, de Chuyer et de Saint-Michel reste sur la branche effeuillée jusqu'à ce qu'il ait commencé à pourrir ».
Vers 1850, Théodore Ogier en fait la description suivante : « Chuyer est situé entre des montagnes, et sur un sol accidenté, couvert de châtaigners [sic]. Ce village n'offre rien au visiteur. Ses maisons groupées autour de l'église, sont assez bien construites, et commodément distribuées à l'intérieur […]. Les productions consistent en excellents vins, en blés, légumes, céréales et fruits ». En février 1880, la paroisse de Vérin est détachée des villages de Saint-Michel-sur-Rhône et de Chuyer pour former une commune à part entière.
En 2011 et 2012, la commune a accueilli des étapes de championnat de France de descente en roller, longskate et streetluge.

## Politique et administration

### Tendances politiques et résultats
En 2017, la commune comptait 600 inscrits sur les listes électorales.
Lors du premier tour de l'élection présidentielle de 2017, Marine Le Pen (Front national) arrive en tête avec 25,2 % des votes exprimés. Elle est suivie par Emmanuel Macron (En marche !) avec 20,24 % et François Fillon (Les Républicains) avec 20,04 %. Viennent ensuite Jean-Luc Mélenchon (La France insoumise) avec 15,48 %, Nicolas Dupont-Aignan (Debout la France) avec 8,93 %, Benoît Hamon (Parti socialiste) avec 5,56 %, François Asselineau (Union populaire républicaine) avec 1,59 %, Jean Lassalle (Résistons) avec 1,39 % et Philippe Poutou (Nouveau Parti anticapitaliste) avec 0,99 %. La participation au premier tour était de 83,72 % dont 1,17 % de bulletins blancs et nuls. Au second tour la participation est plus faible avec 69,67 % de votants dont 11 % de votes blancs ou nuls. Emmanuel Macron remporte 59,57 % des voix exprimées au second tour.

### Liste des maires
| Période                                  | Période                   | Identité                                          | Étiquette | Qualité |
| ---------------------------------------- | ------------------------- | ------------------------------------------------- | --------- | ------- |
| Les données manquantes sont à compléter. |                           |                                                   |           |         |
| avant 1988                               | ?                         | Yvonne Chavas                                     |           |         |
| mars 2001                                | mars 2008                 | Armand Maras                                      |           |         |
| mars 2008                                | 2014                      | Gilles Chavas                                     |           |         |
| 2014                                     | En cours (au 28 mai 2020) | Béatrice Richard, Réélue pour le mandat 2020-2026 |           |         |

## Population et société

### Démographie

#### Évolution démographique

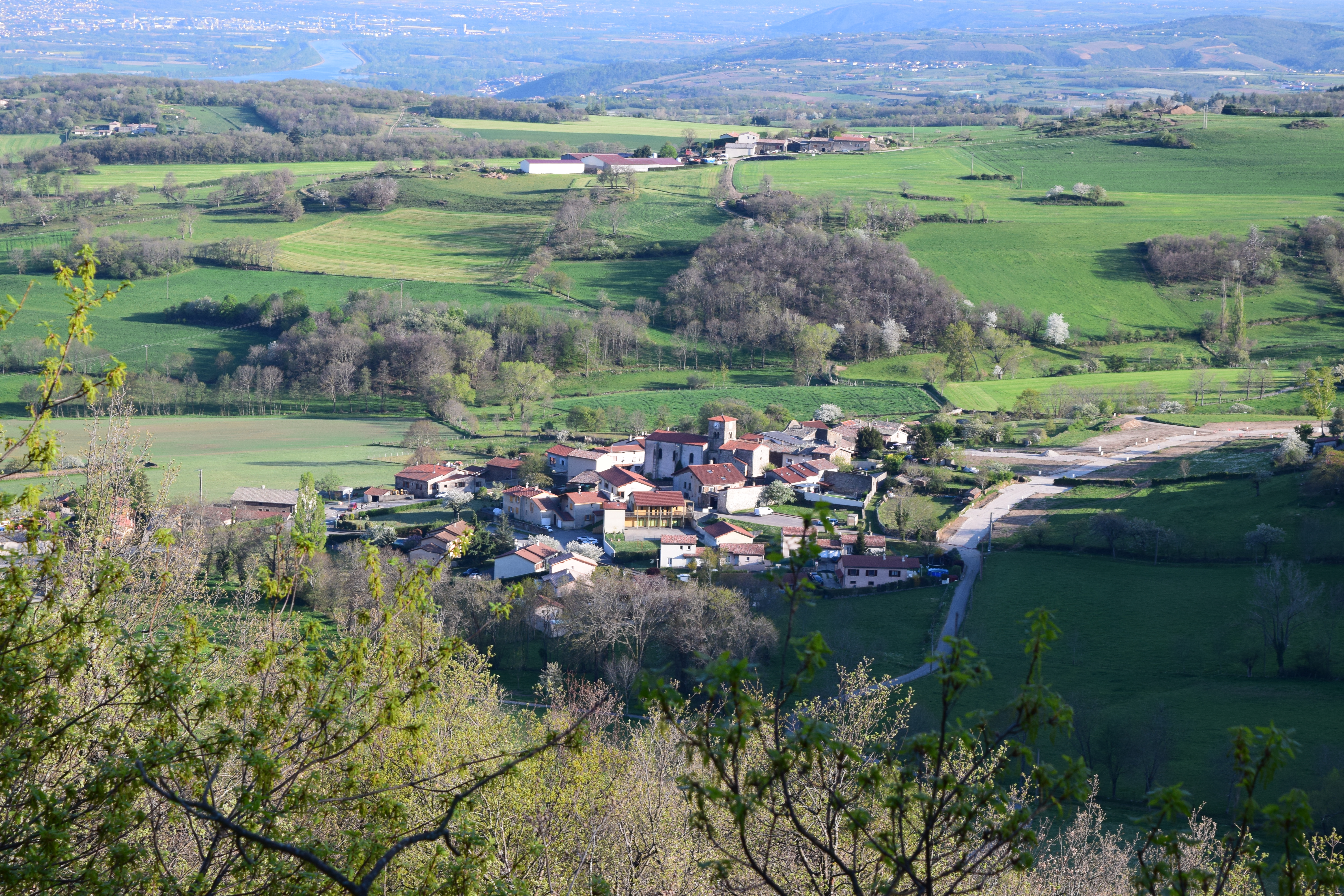
Le village de Chuyer en avril 2020.

L'évolution du nombre d'habitants est connue à travers les recensements de la population effectués dans la commune depuis 1793. Pour les communes de moins de 10 000 habitants, une enquête de recensement portant sur toute la population est réalisée tous les cinq ans, les populations de référence des années intermédiaires étant quant à elles estimées par interpolation ou extrapolation. Pour la commune, le premier recensement exhaustif entrant dans le cadre du nouveau dispositif a été réalisé en 2005.

En 2022, la commune comptait 751 habitants, en évolution de −3,35 % par rapport à 2016 (Loire : +1,32 %, France hors Mayotte : +2,11 %).
| 1793  | 1800  | 1806  | 1821  | 1831  | 1836  | 1841  | 1846  | 1851  |
| ----- | ----- | ----- | ----- | ----- | ----- | ----- | ----- | ----- |
| 1 376 | 1 060 | 1 177 | 1 174 | 1 284 | 1 182 | 1 153 | 1 129 | 1 112 |

| 1856  | 1861 | 1866 | 1872 | 1876 | 1881 | 1886 | 1891 | 1896 |
| ----- | ---- | ---- | ---- | ---- | ---- | ---- | ---- | ---- |
| 1 033 | 976  | 937  | 982  | 969  | 696  | 704  | 660  | 627  |

| 1901 | 1906 | 1911 | 1921 | 1926 | 1931 | 1936 | 1946 | 1954 |
| ---- | ---- | ---- | ---- | ---- | ---- | ---- | ---- | ---- |
| 597  | 581  | 553  | 460  | 470  | 452  | 435  | 415  | 441  |

| 1962 | 1968 | 1975 | 1982 | 1990 | 1999 | 2005 | 2006 | 2010 |
| ---- | ---- | ---- | ---- | ---- | ---- | ---- | ---- | ---- |
| 411  | 383  | 372  | 423  | 457  | 587  | 661  | 694  | 766  |

| 2015 | 2020 | 2022 | - | - | - | - | - | - |
| ---- | ---- | ---- | - | - | - | - | - | - |
| 779  | 754  | 751  | - | - | - | - | - | - |

#### Pyramide des âges
La population de la commune est relativement jeune.
En 2018, le taux de personnes d'un âge inférieur à 30 ans s'élève à 32,0 %, soit en dessous de la moyenne départementale (35,0 %). À l'inverse, le taux de personnes d'âge supérieur à 60 ans est de 23,5 % la même année, alors qu'il est de 28,4 % au niveau départemental.
En 2018, la commune comptait 388 hommes pour 380 femmes, soit un taux de 50,52 % d'hommes, largement supérieur au taux départemental (48,35 %).
Les pyramides des âges de la commune et du département s'établissent comme suit.
| Hommes | Classe d’âge | Femmes |
| ------ | ------------ | ------ |
| 0,8    | 90 ou +      | 0,3    |
| 5,2    | 75-89 ans    | 4,8    |
| 18,9   | 60-74 ans    | 16,9   |
| 29,4   | 45-59 ans    | 27,9   |
| 15,5   | 30-44 ans    | 16,4   |
| 13,9   | 15-29 ans    | 12,9   |
| 16,3   | 0-14 ans     | 20,9   |

| Hommes | Classe d’âge | Femmes |
| ------ | ------------ | ------ |
| 0,8    | 90 ou +      | 2,3    |
| 8      | 75-89 ans    | 11     |
| 17,1   | 60-74 ans    | 18,2   |
| 19,5   | 45-59 ans    | 18,7   |
| 17,5   | 30-44 ans    | 17     |
| 17,9   | 15-29 ans    | 16     |
| 19     | 0-14 ans     | 16,8   |

### Climat
Pour des articles plus généraux, voir Climat d'Auvergne-Rhône-Alpes et Climat de la Loire.
En 2010, le climat de la commune est de type climat océanique altéré, selon une étude du Centre national de la recherche scientifique s'appuyant sur une série de données couvrant la période 1971-2000. En 2020, Météo-France publie une typologie des climats de la France métropolitaine dans laquelle la commune est dans une zone de transition entre le climat semi-continental et le climat de montagne et est dans la région climatique Nord-est du Massif Central, caractérisée par une pluviométrie annuelle de 800 à 1 200 mm, bien répartie dans l’année.
Pour la période 1971-2000, la température annuelle moyenne est de 11 °C, avec une amplitude thermique annuelle de 17,4 °C. Le cumul annuel moyen de précipitations est de 901 mm, avec 9,2 jours de précipitations en janvier et 6,4 jours en juillet. Pour la période 1991-2020, la température moyenne annuelle observée sur la station météorologique de Météo-France la plus proche, « Reventin », sur la commune de Reventin-Vaugris à 12 km à vol d'oiseau, est de 12,9 °C et le cumul annuel moyen de précipitations est de 775,7 mm,. Pour l'avenir, les paramètres climatiques de la commune estimés pour 2050 selon différents scénarios d'émission de gaz à effet de serre sont consultables sur un site dédié publié par Météo-France en novembre 2022.

## Urbanisme

### Typologie
Au 1er janvier 2024, Chuyer est catégorisée commune rurale à habitat dispersé, selon la nouvelle grille communale de densité à sept niveaux définie par l'Insee en 2022.
Elle est située hors unité urbaine. Par ailleurs la commune fait partie de l'aire d'attraction de Lyon, dont elle est une commune de la couronne,. Cette aire, qui regroupe 397 communes, est catégorisée dans les aires de 700 000 habitants ou plus (hors Paris),.

### Occupation des sols
L'occupation des sols de la commune, telle qu'elle ressort de la base de données européenne d’occupation biophysique des sols Corine Land Cover (CLC), est marquée par l'importance des territoires agricoles (74,8 % en 2018), une proportion identique à celle de 1990 (74,8 %). La répartition détaillée en 2018 est la suivante : 
zones agricoles hétérogènes (64,4 %), forêts (25,2 %), prairies (10,3 %). L'évolution de l’occupation des sols de la commune et de ses infrastructures peut être observée sur les différentes représentations cartographiques du territoire : la carte de Cassini (XVIIIe siècle), la carte d'état-major (1820-1866) et les cartes ou photos aériennes de l'IGN pour la période actuelle (1950 à aujourd'hui).

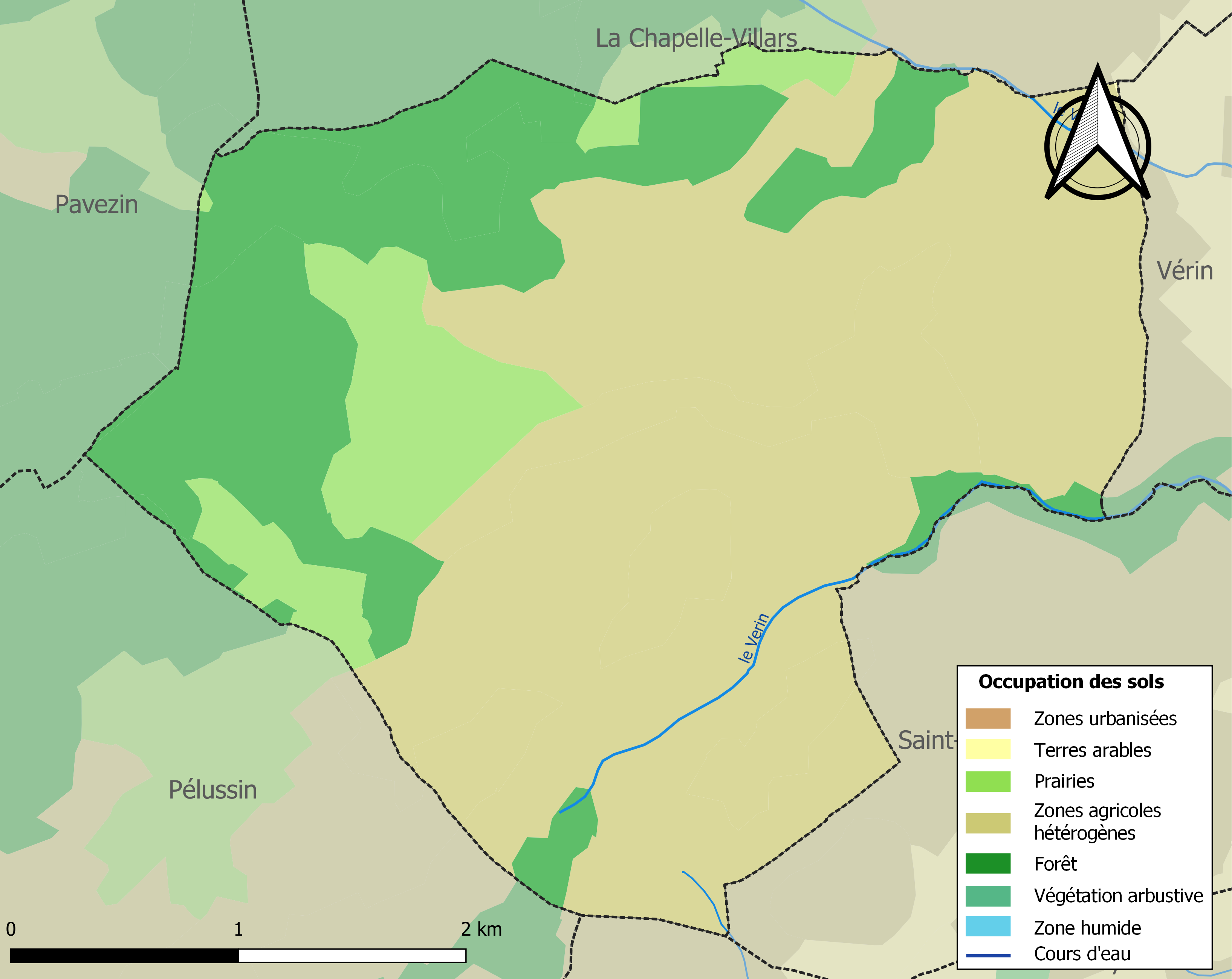
Carte des infrastructures et de l'occupation des sols de la commune en 2018 (CLC).

## Économie

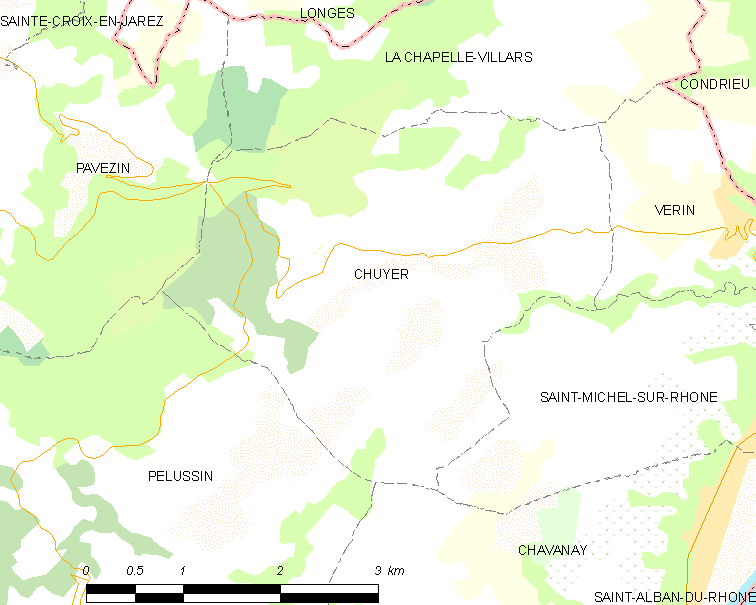
Carte de la commune.

En 2016, le taux d'activité des 15 à 64 ans s'élevait à 76,4 %, supérieur à la moyenne départementale (72,7 %). Le taux de chômage s'élevait à 6,6 %, inférieur aux 10 % de la moyenne départementale à la même époque,.
En 2015, il y a huit exploitations agricoles sur la commune. Pour l'année 2017, hors agriculture, on recense 39 entreprises, dont deux dans le secteur de l'industrie, douze dans celui de la construction et huit commerces.

## Culture locale et patrimoine

### Lieux et monuments
Une pancarte située à la sortie du hameau de Métrieux commémore la bataille de Vire-Culs, livrée le 10 décembre 1587 pendant les guerres de religion.
L'église, datant probablement du XIIe siècle, est en partie détruite dans un incendie en 1838. Elle est d'abord vouée au culte de Saint Julien puis à celui de Saint François Régis. Son chœur est de style byzantin.
Une ancienne grange fortifiée, le Grand Maras, a jadis appartenu à la famille du maréchal de Villars.

### Personnalités liées à la commune
- Jean-Paul Marat (1743-1793), révolutionnaire français, dont la famille serait originaire de Chuyer ; cette filiation n'est toutefois pas clairement établie[38].